# Чугуевский мебельный комбинат
Чугуевский мебельный комбинат (укр. Чугу́ївський меблевий комбінат) — предприятие деревообрабатывающей промышленности в городе Чугуев Харьковской области, которое специализируется на производстве мебели.
Старейшее промышленное предприятие города.

## История

### 1915—1917
Предприятие возникло в начале 1915 года — после того, как в ходе Первой мировой войны из западных губерний Российской империи в Чугуев прибыли оборудование, инженеры и часть специалистов обозостроительного завода торгово-акционерного общества Борковского, которые были размещены в пустых казармах ушедшего на фронт Ингерманландского гусарского полка. Рабочие для запуска предприятия были набраны в различных городах страны, но в основном в Екатеринославе, Луганске, Николаеве, Новгороде, Петрограде и Сормово.
В январе 1915 года завод (общая численность рабочих которого в это время составляла 900 человек) начал работу, основной продукцией предприятия стали санитарные и обозные повозки и санитарные носилки для русской армии. К середине 1915 года численность работников предприятия увеличилась до 1500 человек.
На заводе возник фабрично-заводской комитет РСДРП (который возглавил Ф. Ю. Перковский), под руководством которого на предприятии были созданы больничная касса, касса взаимопомощи, а к 1917 году — боевая дружина из рабочих механического цеха (в дальнейшем ставшая основой для городского отряда Красной гвардии).

### 1918—1991
В декабре 1917 года при активном участии рабочих завода в Чугуеве была установлена Советская власть, завод был национализирован, но уже 8 апреля 1918 года город был оккупирован наступавшими немецкими войсками. В дальнейшем, в ходе гражданской войны власть в городе несколько раз менялась.
2 января 1919 года в городе была восстановлена Советская власть, обозный завод возобновил работу, но в июне 1919 года прекратил производственную деятельность в связи с приближением к городу войск Деникина.
После окончания боевых действий, в первой половине 1921 года предприятие возобновило работу под наименованием завод «Древометалл», численность рабочих в первое время составляла 400 человек, основной продукцией являлись повозки и сельскохозяйственный инвентарь.
В дальнейшем, в 1920е годы завод выпускал двуколки для населения и РККА, а за активную помощь в восстановлении сельского хозяйства получил почётное наименование «Смычка». В ходе индустриализации 1930-х годов завод был реконструирован и расширен, были построены новые цеха, установлено дополнительное оборудование и организовано чугунолитейное производство (выпускавшее втулки, кованые тележные оси, металлоизделия хозяйственно-бытового назначения и заготовки).
После начала Великой Отечественной войны половина рабочих предприятия была призвана в РККА, численность работников сократилась. 30 октября 1941 года Чугуев был оккупирован наступавшими немецкими войсками. В ходе боевых действий и немецкой оккупации города заводу был нанесён значительный ущерб.
В августе 1943 года город был освобождён войсками Степного фронта РККА, после чего началось восстановление предприятия, значительную помощь в этом оказали коллективы других предприятий СССР (из Новосибирска были получены зуборезный и несколько токарных станков, из Челябинска - плоскошлифовальные станки и иной инструмент). В январе 1944 года завод изготовил первую продукцию - пароконные повозки.
В послевоенное время завод являлся одним из крупнейших предприятий города. Предприятие установило и поддерживало связи с Яроцинской фабрикой мебели в Познанском воеводстве ПНР, с которой проходил обмен производственным опытом.
В 1946 году завод в два раза превысил довоенные объёмы производства. За победу во Всесоюзном социалистическом соревновании, производственные достижения и превышение плановых показателей четвёртого пятилетнего плана восстановления и развития народного хозяйства СССР он был награждён переходящим Красным Знаменем Министерства местной промышленности СССР и ВЦСПС, которое было передано заводу на вечное хранение.
В 1957 году Чугуевский обозно-механический завод был переориентирован на производство мебели и получил новое наименование — Чугуевская мебельная фабрика. Основной продукцией предприятия стали платяные шкафы, мягкие диваны и кухонная мебель.
В годы восьмой пятилетки (1966—1970) здесь были введены в строй механические линии обработки деталей и поточная линия сборки мебели.
В 1967 году выпущенная предприятием мебель была впервые представлена на ВДНХ УССР (а в дальнейшем, экспонировалась на других выставках). 
В августе 1970 года Совет министров УССР принял решение о изменении номенклатуры выпускаемой продукции некоторых предприятий минлеспрома УССР — и с 1973 года специализацией Лубенского мебельного комбината и Чугуевской мебельной фабрики (входивших в состав Харьковского треста деревообрабатывающей и мебельной промышленности) стало производство корпусной мебели.
В 1973 году была проведена конференция Министерства просвещения СССР, которая разработала рекомендации по организации кабинетной системе занятий, а НИИ школьного оборудования и технического оборудования и технических средств обучения Академии педагогических наук СССР разработали новые образцы школьной мебели (представленные на международной выставке «Школьное оборудование-73»). В 1975 году было принято решение о оснащении средних и восьмилетних школ СССР мебелью нового образца.
После объединения в 1982 году Чугуевской мебельной фабрики и Купянской мебельной фабрики был создан Чугуевский мебельный комбинат и был переориентирован на выпуск школьной мебели. Основной продукцией стали комплекты мебели для кабинетов физики, истории, географии, химии и обществоведения.
В 1988 году предприятие было переведено на хозрасчёт и самофинансирование.
По состоянию на начало 1990 года комбинат являлся одним из ведущих предприятий мебельной промышленности СССР и единственным производителем школьной и специальной мебели на территории УССР. Он обеспечивал синтетическим шпоном мебельные предприятия Луганской, Полтавской, Сумской и Харьковской областей, а также производил 25 тыс. комплектов мебели в год, которые поставлялись заказчикам на всей территории СССР, а также продавались на экспорт в Алжир, Афганистан, Гвинею-Бисау, Йемен, Ливан и Монголию. На балансе предприятия находились объекты социальной инфраструктуры города — жилой дом для работников завода, заводская столовая, магазин, клуб, библиотека, комплекс бытового обслуживания и бильярдная.
В соответствии 12-м планом развития хозяйства СССР началась реконструкция и расширение комбината, новый цех на 5 тыс. м² должен был быть введён в эксплуатацию в 13-ю пятилетку (1991—1995 гг.), но запланированные мероприятия завершены не были.

### После 1991
После провозглашения независимости Украины комбинат стал дочерним предприятием ЗАО «Харьковдрев».